# Épieds (Maine-et-Loire)
Épieds település Franciaországban, Maine-et-Loire megyében. Lakosainak száma 719 fő (2022. január 1.). Épieds Fontevraud-l’Abbaye, Montreuil-Bellay, Morton, Pouançay, Saint-Léger-de-Montbrillais, Saix és Bellevigne-les-Châteaux községekkel határos.

## Népesség
A település népességének változása:
| Lakosok száma | 489  | 487  | 587  | 607  | 730  | 738  | 761  | 734  | 720  | 719  |
|               | 1968 | 1982 | 1990 | 2006 | 2013 | 2015 | 2017 | 2019 | 2020 | 2022 |